# Tsukimichi: Moonlit Fantasy
Tsukimichi: Moonlit Fantasy (яп. 月が導く異世界道中, Tsuki ga Michibiku Isekai Dōchū, укр. Tsukimichi: Фантазія місячного світла) — серія ранобе, написана Кей Азумі та проілюстрована Міцуакі Мацумото. Її публікація розпочалася онлайн у 2012 році на сайті для Shōsetsuka ni Narō, а у 2016 році вона перейшла на сайт AlphaPolis. Видавництво AlphaPolis придбало права на серію та випускає її з травня 2013 року. Компанія Hanashi Media отримала ліцензію на англійське видання ранобе.
Манґа-адаптація з ілюстраціями Котори Кіно виходить онлайн на сайті манґи AlphaPolis з 2015 року. Цифровий англійський реліз манґи здійснюється через Alpha Manga.
Аніме-адаптація, створена студією C2C, транслювалася з липня по вересень 2021 року. Другий сезон, вироблений J.C.Staff, виходив з січня по червень 2024 року. Третій сезон було анонсовано.

## Синопсис
Старшокласник Макото Місумі будучи звичайним хлопцем у всіх аспектах має енергійних і привабливих сестер. Проте його батьки походять із фентезійного світу і втекли на Землю з різних причин. Через угоду укладену з богинею, Макото має бути відправлений у світ Елізіон щоб стати Героєм.
Однак усе йде не так як він уявляв. Богиня, маючи поверхневе уявлення про красу, вважає Макото «потворним», позбавляє його титулу Героя, забороняє йому контактувати з іншими людьми й скидає його на край світу. На щастя, його рятує Цукуйомі та дарує йому величезну силу, щоб той міг жити вільним життям.
На відміну від ідеалів Богині, Макото зустрічає різних демілюдей і міфічних істот, які зачаровані ним і приєднуються до нього, щоб створити нову цивілізацію, де всі можуть мирно співіснувати. Однак інша проблема полягає в тому, що його аура стає занадто сильною й нестабільною через його прагнення повернутися в людське суспільство. Його нові товариші готові допомогти йому у будь-який спосіб, поступово змінюючи загальноприйняті уявлення про світ.

## Персонажі

### Головні герої
Макото Місумі (яп. 深澄真, Misumi Makoto)
Сейю: Нацукі Ханае (оригінал), Даллас Рід (англійський дубляж)
Макото Місумі — головний герой цієї історії. Він захоплюється стрільбою з лука та є одним із трьох людей із Землі, викликаних у світ Богині. Спочатку саме він мав стати єдиною особою, відправленою в інший світ згідно з угодою між його батьками та Богинею. Однак через її суб'єктивні уявлення про красу вона відмовляється від нього, скидає на край світу в Пустку та таємно викрадає ще двох людей із Землі, зробивши їх Героями. Цукуйомі, Бог Місяця з Землі, який був посередником у виконанні контракту, допомагає Макото, наділяючи його благословенням і дозволяючи жити вільним життям. Спочатку здається, що Макото застряг на першому рівні, але пізніше з'ясовується, що система рівнів і Авантюристів була створена людиною із Землі, яка потрапила в цей світ раніше. Максимальне обмеження рівнів становило 65 536 (16-бітне число), і Макото по суті спричиняє помилку переповнення значення. У світі Богині він також відомий під псевдонімом "Райдо Кудзуноха" (у веб- новелі та ранобе) або "Макото Кудзуноха" (у манзі та аніме) — могутній торговець і майстерний учитель.
Томое (яп. 巴, Tomoe)
Сейю: Аяне Сакура (оригінал), Моніка Ріал (англійський дубляж)
Томое, раніше відома як Непереможна "Шін" (яп. 無敵"蜃しん", Muteki "Shin"), є однією з Великих Драконів у світі Богині. Після випадкового знищення Макото її святинних воріт вона укладає з ним контракт, прагнучи дізнатися більше про шлях самураїв. Її особлива здатність — маніпуляція туманами ілюзій, які дезорієнтують супротивників, а також створення підпростору, що слугує проміжним простором. Згодом Томое закохується в Макото та стає однією з його коханих.
Mio (яп. 澪, Mio)
Сейю: Акарі Кіто (оригінал), Кара Едвардс (англійський дубляж)
Міо, раніше відома як Чорний Павук Лиха (яп. 災害の黒蜘蛛, Saigai no Kuro Gumo), є унікальною істотою в світі Богині. Протягом століть вона тероризувала людей і напівлюдей у вигляді гігантського павука через нескінченний голод і неможливість його втамувати. Вона укладає контракт із Макото (без його дозволу) після вмовлянь Томое. Міо дуже емоційна і легко виходить із себе, але її можна заспокоїти смачною їжею. Її особлива здатність — темна магія, яка здатна поглинати інші типи магії. Вона швидко закохується в Макото і стає однією з його коханих нарівні з Томое.
Шікі (яп. 識, Shiki)
Сейю: Цуда Кендзіро (оригінал), Бен Бальмаседа (англійський дубляж)
Шікі, раніше відомий як Ларва, був Лічем, який прагнув нескінченних знань, особливо щодо шляху до становлення Ґрантом — людьми, що подорожували між світами, незалежно від успіху чи невдачі. Після деяких умовлянь з боку Макото, який хотів більше дізнатися про магію, він укладає з ним пакт і відновлює людську форму. Зараз Шікі працює асистентом Макото на публіці, допомагаючи йому в його торговому бізнесі.

### Божества
Богиня (яп. 女神, Megami)
Сейю: Рейна Уеда (оригінал), Дженніфер О'Бушон (англійський дубляж)
Головна антагоністка історії. Вона уклала угоду з батьками Макото, дозволивши їм жити на Землі в обмін на те, що одна з їхніх майбутніх дітей стане героєм їхнього рідного світу. Однак через свої марнославні уявлення про красу Богиня порушила домовленість: замість цього вона вигнала Макото, прирікаючи його на смерть, а Хібікі та Томокі викрала, щоб вони стали героями. Це лише один із багатьох її вчинків, через які вона втратила повагу інших богів.
Цукуйомі-но-Мікото (яп. 月読命)
Сейю: Томоакі Маено (оригінал), Рейган Мердок (англійський дубляж)
Цукуйомі — бог Місяця, відповідальний за виклик Макото у світ Богині згідно з угодою, укладеною з його батьками. Побачивши, як Богиня поводиться з Макото, він передає йому всю свою силу та дарує свободу жити, як йому заманеться, у світі Богині. Згодом розкривається, що цей дар фактично перетворив Макото на божество, що пояснює його стрімке зростання сили до рівня богів. Це, виявляється, частина плану інших богів, які мають намір, щоб Макото зайняв місце Богині.

### Підпрості/Кудзуноха
Емма (яп. エマ, Ema)
Сейю: Саорі Хаямі (оригінал), Тіа Баллард (англійський дубляж)
Емма — орк, яку Макото врятував від двоголового Ящера, коли вона прямувала на самопожертву для Шін (що, як згодом з'ясувалося, було інтригою демонів). Після того як Макото розв’язує цю проблему для неї та всього села орків, вона стає його помічницею і виконує роль наглядачки Деміплощини.
Берен (яп. ベレン)
Сейю: Шінпачі Цуджі (оригінал), Марк Стоддард (англійський дубляж)
Берен — старший дворф, якого Макото зустрів після того, як Томое врятувала його від Чорного Павука Лиха. Наразі він є одним із ковалів Деміплощини та компанії Кудзуноха. Він розробляє спорядження для виснаження магії, яке Макото носить, щоб приховати свою надмірну ауру. Це спорядження було б смертельним для будь-кого іншого, оскільки магія Макото знаходиться на рівні божества.
Лайм Лате (яп. ライム・ラテ, Raimu Rate)
Сейю: Таку Яшіро (оригінал), Аарон Кемпбелл (англійський дубляж)
Лайм — колишній топовий авантюрист із Ціґе, а нині співробітник компанії Кудзуноха. Він є підлеглим Томое, яка викувала для нього катану. Після того як він отримав частину крові Томое, він став драконокровним.

### Ціґе
Toa (яп. トア)
Сейю: Юріка Кубо (оригінал), Скайлер Макінтош (англійський дубляж)
Тоа — авантюристка, яка прибула з Ціґе до Дзецуї в пошуках давно втраченого родинного кинджала, а також щоб стати сильнішою. Через невдачу в одному з завдань вона потрапила у величезні борги й була змушена підкоритися проституції (манґа) / експериментам із людською магією (аніме) під контролем високопоставлених авантюристів у Дзецуї, перш ніж її врятували Томое та Міо. Її обличчя нагадує молоду знайому Макото з Землі на ім'я Хасеґава Нукумі, до якої він має певні почуття.
Рінон (яп. リノン)
Сейю: Айко Ніномія (оригінал), Брін Ейпрілл (англійський дубляж)
Рінон — молодша сестра Тоа, яка змушена була виплачувати борги старшої сестри. Її змусили стати шпигункою для високопоставлених авантюристів Дзецуї, щоб стежити за Макото та його групою.
Хазал (яп. ハザル, Hazaru)
Сейю: Юкі Шин (оригінал), Брайсон Баугус (англійський дубляж)
Хазал — алхімік і могутній авантюрист, який живе в Ціґе. Згодом він одружується з Тоа, Раніною та Луїзою.
Луїза (яп. ルイザ, Ruiza)
Сейю: Юна Камакура
Луїза — ельфійська лучниця, чия професія — Священний стрілець, а також член гільдії авантюристів Ціґе.
Раніна (яп. ラニーナ, Ranīna)
Сейю: Сайка Кітаморі (оригінал), Кессі Евулу (англійський дубляж)
Раніна — дворфійська воїтелька, чия професія — Лицар-жрець, а також член гільдії авантюристів Ціґе.

## Медіа

### Ранобе
Ранобе написане Кей Азумі та проілюстроване Міцуакі Мацумото. Серіалізація розпочалася онлайн у 2012 році на сайті Shōsetsuka ni Narō, а у 2016 році вона перейшла на платформу AlphaPolis. Згодом AlphaPolis придбало права на серію та з травня 2013 року випустило 20 томів. Компанія Hanashi Media отримала ліцензію на англійське видання.
| №   | Дата виходу       | ISBN                   |
| --- | ----------------- | ---------------------- |
| 1   | 28 травня 2013    | ISBN 978-4-4341-7953-2 |
| 2   | 3 жовтня 2013     | ISBN 978-4-4341-8369-0 |
| 3   | 4 лютого 2014     | ISBN 978-4-4341-8860-2 |
| 4   | 2 червня 2014     | ISBN 978-4-4341-9324-8 |
| 5   | 10 лютого 2015    | ISBN 978-4-4341-9771-0 |
| 6   | 30 травня 2015    | ISBN 978-4-4342-0673-3 |
| 7   | 3 вересня 2015    | ISBN 978-4-4342-0960-4 |
| 8   | 12 грудня 2015    | ISBN 978-4-4342-1315-1 |
| 8.5 | 28 березня 2016   | ISBN 978-4-4342-1772-2 |
| 9   | 29 липня 2016     | ISBN 978-4-4342-2262-7 |
| 10  | 30 листопада 2016 | ISBN 978-4-4342-2683-0 |
| 11  | 31 березня 2017   | ISBN 978-4-4342-3157-5 |
| 12  | 31 липня 2017     | ISBN 978-4-4342-3597-9 |
| 13  | 30 листопада 2017 | ISBN 978-4-4342-4023-2 |
| 14  | 5 квітня 2018     | ISBN 978-4-4342-4446-9 |
| 15  | 30 жовтня 2020    | ISBN 978-4-4342-4921-1 |
| 16  | 30 червня 2021    | ISBN 978-4-4342-9005-3 |
| 17  | 30 вересня 2021   | ISBN 978-4-4342-9400-6 |
| 18  | 5 серпня 2022     | ISBN 978-4-4343-0753-9 |
| 19  | 31 грудня 2023    | ISBN 978-4-4343-2314-0 |
| 20  | 30 червня 2024    | ISBN 978-4-4343-4088-8 |

### Манґа
Манґа-адаптація з ілюстраціями Котори Кіно серіалізується онлайн на сайті манґи AlphaPolis з 2015 року та зібрана у 14 томах танкобон. Цифровий англійський реліз манґи здійснюється через Alpha Manga.
| №  | Дата виходу    | ISBN                   |
| -- | -------------- | ---------------------- |
| 1  | 29 лютого 2016 | ISBN 978-4-4342-1604-6 |
| 2  | 31 жовтня 2016 | ISBN 978-4-4342-2470-6 |
| 3  | 30 червня 2017 | ISBN 978-4-4342-3287-9 |
| 4  | 28 лютого 2018 | ISBN 978-4-4342-4184-0 |
| 5  | 31 жовтня 2018 | ISBN 978-4-4342-5105-4 |
| 6  | 30 червня 2019 | ISBN 978-4-4342-5990-6 |
| 7  | 29 лютого 2020 | ISBN 978-4-4342-7015-4 |
| 8  | 31 жовтня 2020 | ISBN 978-4-4342-8011-5 |
| 9  | 30 червня 2021 | ISBN 978-4-4342-9014-5 |
| 10 | 28 лютого 2022 | ISBN 978-4-4342-9999-5 |
| 11 | 31 жовтня 2022 | ISBN 978-4-4343-1025-6 |
| 12 | 31 липня 2023  | ISBN 978-4-4343-2322-5 |
| 13 | 31 грудня 2023 | ISBN 978-4-4343-3120-6 |
| 14 | 30 червня 2024 | ISBN 978-4-4343-4087-1 |

### Аніме
Аніме-адаптацію було анонсовано 20 жовтня 2020 року. Серіал анімований студією C2C під режисурою Сінджі Ішіхіри, сценарій написав Кента Іхара, дизайн персонажів розробила Юкіе Сузукі, а музику склала Ясухару Таканасі. Прем’єра відбулася з 7 липня по 22 вересня 2021 року на Tokyo MX та інших каналах. Crunchyroll отримав ліцензію на серіал і транслює його по всьому світу, окрім азійських територій. Medialink ліцензував серіал у Південно-Східній та Південній Азії та транслює його на своєму YouTube-каналі Ani-One у рамках підписки Ultra. Опенінґ «Gamble» виконує syudou, а ендонінґ «Beautiful Dreamer» виконує Ezoshika Gourmet Club. 27 квітня 2022 року Crunchyroll оголосив, що серіал отримає англійський дубляж, прем’єра якого відбулася наступного дня.
Після виходу фінального епізоду було анонсовано другий сезон. Двокуровий сезон анімувала студія J.C.Staff, причому основний склад команди повернувся з першого сезону. Виходив в ефір з 8 січня по 25 червня 2024 року. Першим опенінґом є «Utopia» у виконанні Кейна Суда, а першим ендонінґо є «My Factor» у виконанні Кенто Іто. Другий опенінґ — «Reversal» у виконанні syudou, тоді як другий ендонінґ — «Jōshiki Hazure Human» (яп. 常識外れヒューマン)  у виконанні Каорі Маеда.
Після виходу фінального епізоду другого сезону було анонсовано третій сезон.

## Сприйняття
Перший сезон аніме-серіалу має найвищі показники зарубіжних продажів серед усіх аніме Nippon TV.